# Zerninsee-Senke
Koordinaten: 53° 53′ 54″ N, 14° 11′ 35″ O

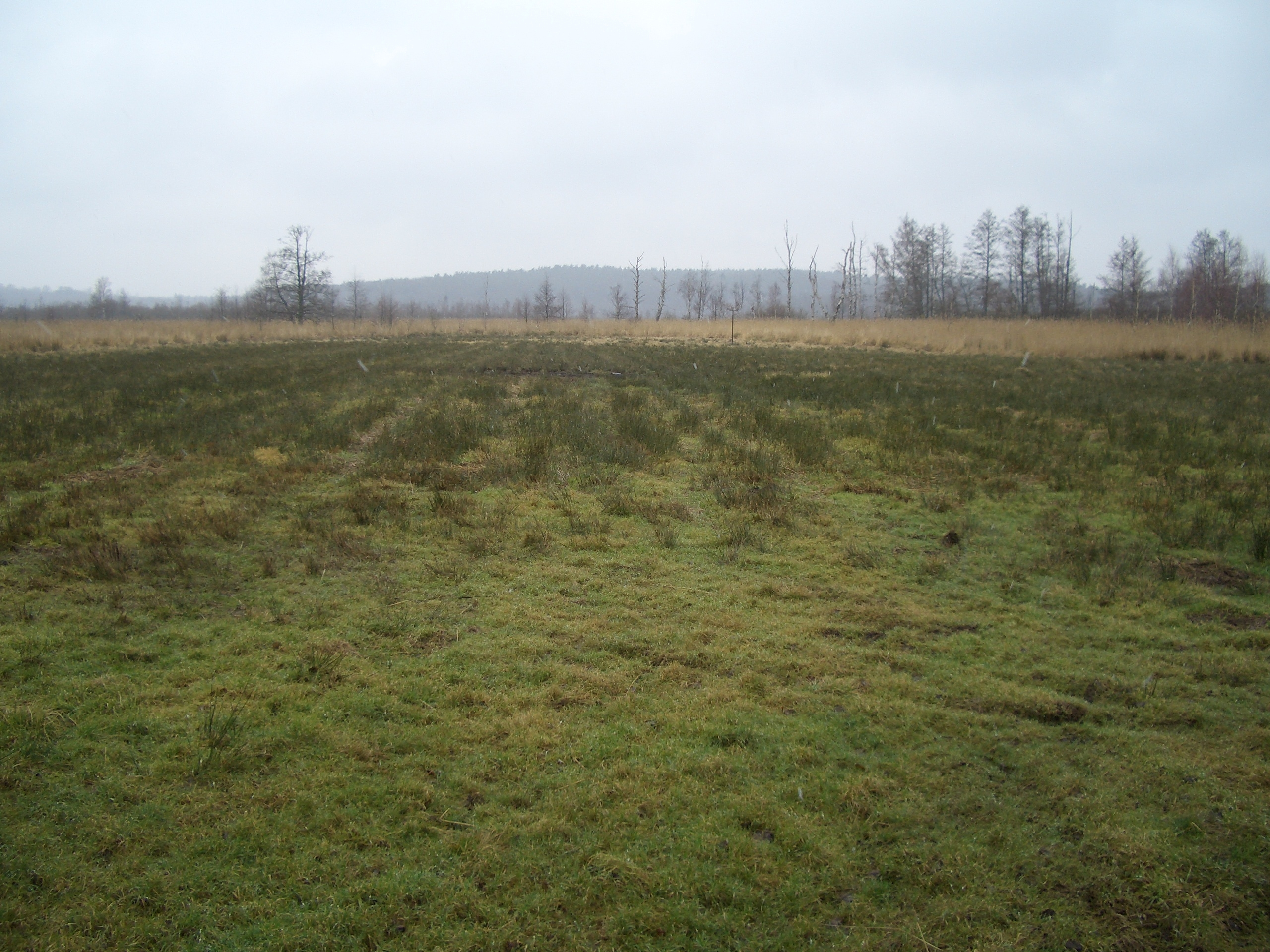
Naturschutzgebiet Zerninsee-Senke (2007)

Das Naturschutzgebiet Zerninsee-Senke liegt auf dem Gebiet der Gemeinden Garz und Korswandt auf der Insel Usedom im Landkreis Vorpommern-Greifswald in Mecklenburg-Vorpommern.
Es erstreckt sich nordöstlich von Garz. Am südlichen Rand des Gebietes verläuft die B 110 und am östlichen Rand die Staatsgrenze zu Polen. Nordwestlich erstrecken sich der 47 ha große Wolgastsee und das 808 ha große Naturschutzgebiet Gothensee und Thurbruch.

## Bedeutung
Das etwa 375 ha große Gebiet steht seit dem 15. August 1995 unter der Kennung N 300 unter Naturschutz. Es „dient dem Schutz und der Entwicklung des Verlandungsmoores und der bewaldeten Randbereiche sowie der Renaturierung des sich östlich anschließenden Hochmoorkomplexes.“